# Dolly Pentreath
Dorothy Pentreath, nota anche con lo pseudonimo di Dolly (Mousehole, 16 maggio 1692 – Paul, 26 dicembre 1777), divenne nota per essere l'ultima (presunta) parlante nativa della lingua cornica.

## Biografia

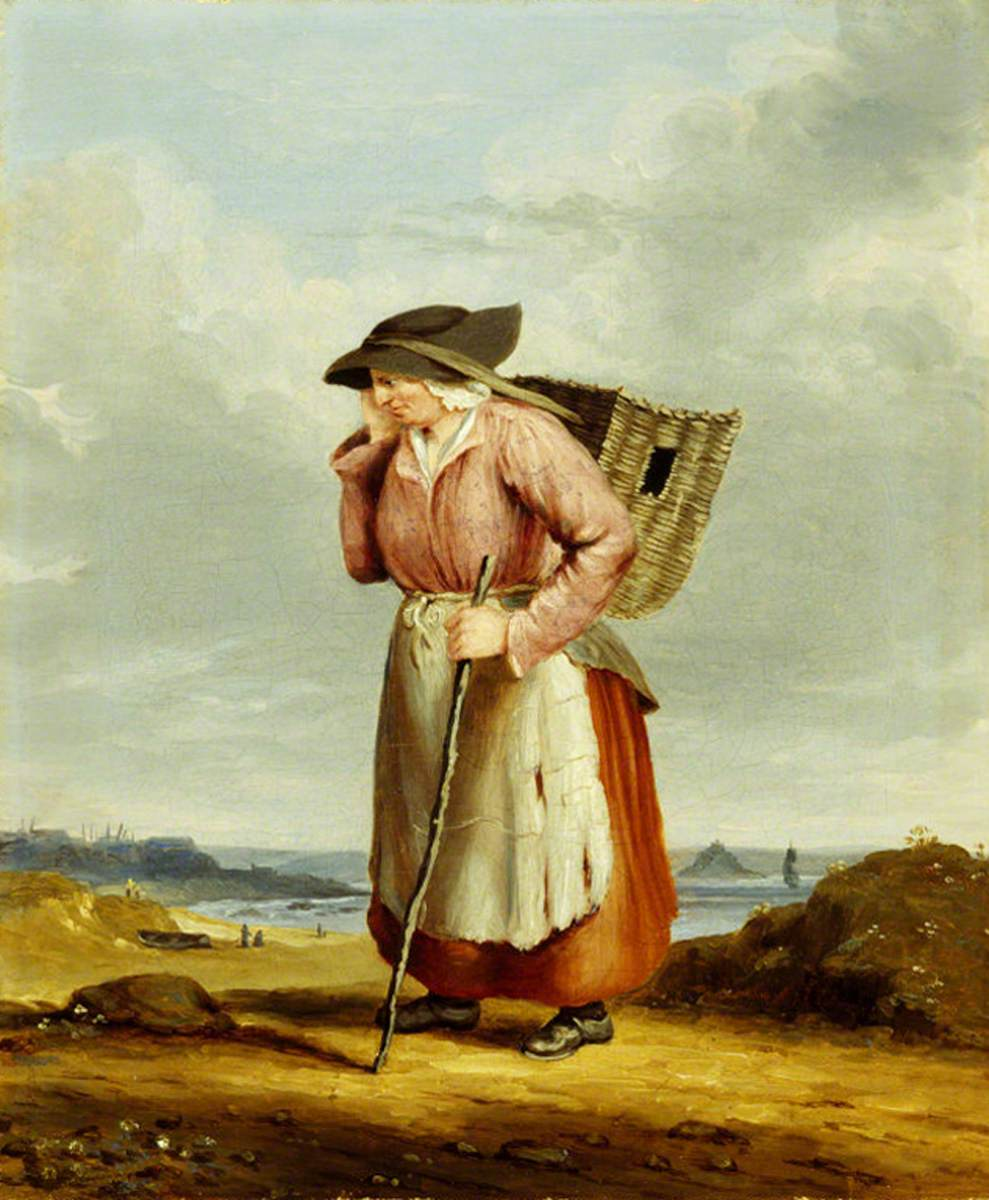
Dolly Pentreath in un quadro di Richard Thomas Pentreath

### Primi anni di vita
Pentreath nacque a Mousehole, in Cornovaglia (attuale Regno Unito). La data di nascita non è stata confermata, nonostante questo si sa con certezza che fu battezzata il 16 maggio 1692 in una parrocchia della sua città natale. Probabilmente secondogenita di sei fratelli, tutti figli di Nicholas Pentreath, un pescatore, e di sua moglie Jone Pentreath.
All'età di vent'anni affermò di "non conoscere una sola parola di inglese". Non è chiaro se questa sua affermazione rispecchiasse la realtà ma, senza dubbio alcuno, il cornico era la sua lingua materna. Inoltre affermò che, quando era ancora bambina, vendette il pesce al mercato di Penzance, esprimendosi esclusivamente proprio in cornico che, durante quel periodo, era compreso dalla maggior parte della popolazione locale e addirittura dai gentry.
Probabilmente, a causa della sua povertà, non riuscì a trovare marito ma, nonostante questo, ebbe un figlio di nome John Pentreath di cui però si hanno poche informazioni. 

### Incontro con Barrington
Nel 1768, il naturalista Danis Barrington giunse in Cornovaglia nella speranza di trovare locutori di cornico, per poter approfondire i suoi studi sulla lingua. Fu proprio durante questa spedizione che incontrò Pentreath, grazie a un pescatore che gli disse di conoscere "Una donna di quasi 82 anni in grado di parlare fluentemente il cornico". Dopo aver conosciuto la donna, Barrigton scrisse nel 1775 un articolo intitolato: On the Expiration of the Cornish Language ("Sull'estinzione della lingua cornica") in cui fece notare come, a pochi isolati dalla piccola residenza della Penetreath, abitassero delle donne poco più giovani di lei che non sembravano essere in grado di parlare il cornico.
Negli ultimi anni della sua vita, Dolly Pentreath divenne una vera e propria celebrità in Cornovaglia. Questo portò alla nascita di diverse leggende sul suo conto che si sono, con il tempo, mischiate alla realtà, rendendo difficile ricostruire, in maniera più oggettiva, la vita della donna. La sua figura suscitò l'interesse anche di alcuni artisti, come John Opie.
Un'altra testimonianza proviene dal sacerdote Richard Polwhele, che affermò di parlare ore insieme a Dorothy esclusivamente in cornico. Anche le sue testimonianze sono raccolte nell'opera di Barrington.
Un'altra caratteristica che contraddistinse la donna fu il suo costante vizio di imprecare proprio nella sua lingua madre.

## Monumento in suo onore
Dorothy Pentreath morì nel 1777 a Paul, che fu anche il suo luogo di sepoltura. 
In suo onore fu eretto un monumento che la ricorda come l'ultima presunta madrelingua cornica. Il monumento in questione ha fatto nascere diverse controversie sulla sua data di morte.

## Status di "ultima madre lingua"
Seppure sia comunemente considerata l'ultima madrelingua cornica, la figura di Dorothy Pentreath è soggetta a numerose controversie. 
Apparentemente, dopo la sua morte, Barrington ricevette una lettera da parte di un pescatore che affermava di conoscere almeno altre cinque persone che fossero ancora in grado di parlare fluentemente la lingua. Inoltre, lo stesso Barrington affermò di aver conosciuto un certo John Nancarrow, anche egli madrelingua cornico, che morì intorno al 1790, vale a dire 13 anni dopo la morte di Dorothy Pentreath.